# Eisdrift

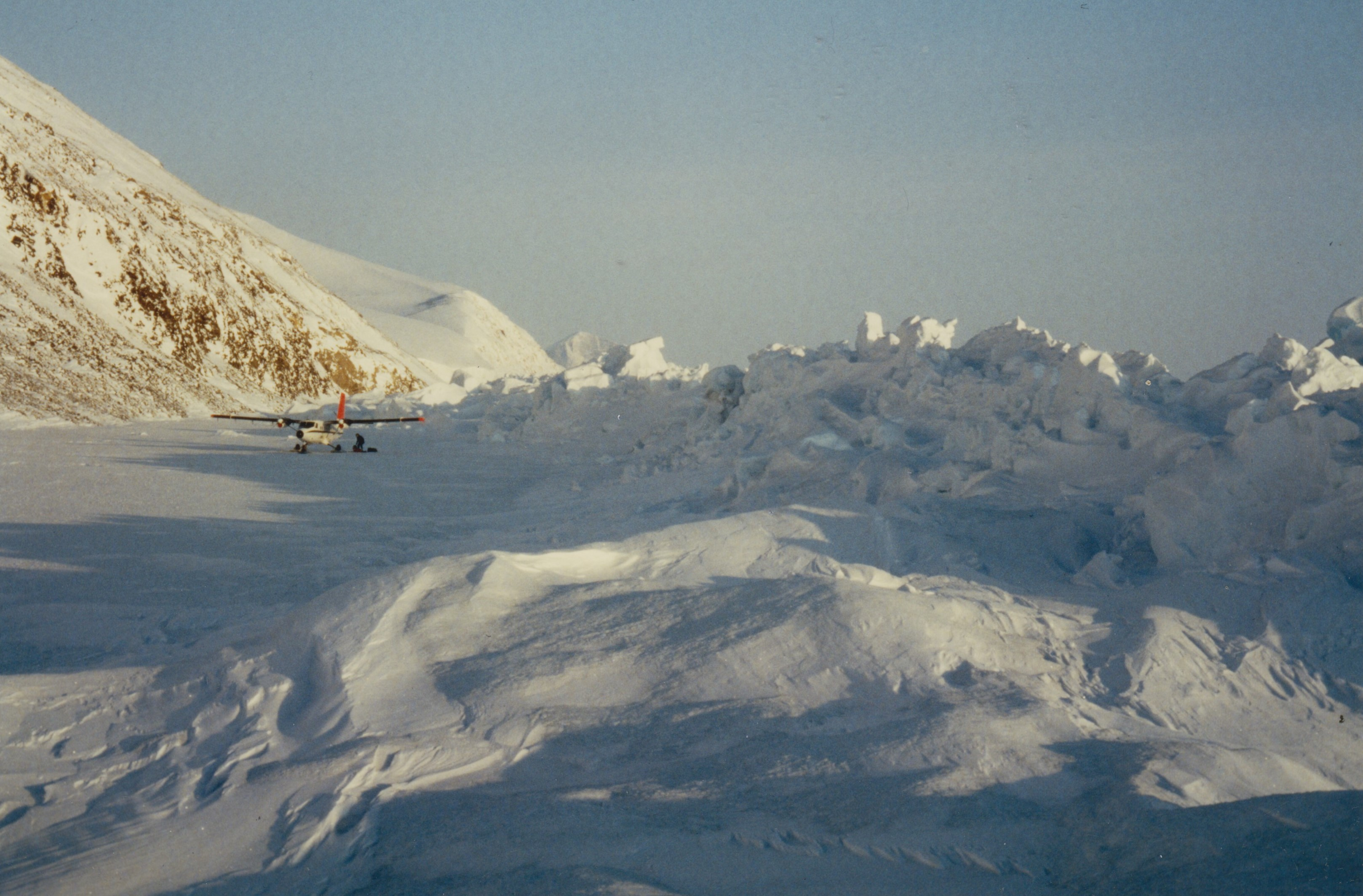
Durch die Eisdrift staut sich das Packeis des Arktischen Ozeans vor Kap Columbia. Die Twin-Otter-Maschine steht auf Festeis, das am Festland verankert ist. Rechts das aufgestapelte Packeis

Unter Eisdrift versteht man die Bewegung des Meereises in eine Hauptrichtung. Man unterscheidet dabei Treibeis (Schollen) und Packeis (die bewegte mehrjährige, geschlossene Eisdecke des Arktischen Ozeans). Im Gegensatz dazu ist das Festeis an Küsten oder auf dem Meeresgrund verankert.
Die Bewegungsgeschwindigkeit ist abhängig vom Wind, von der vorherrschenden Meeresströmung, der Kompaktheit des Eises und der Temperatur (Jahreszeit) der Eisregion. Eisdrift kann punktuell mit Bojen und Eisdriftstationen oder großflächig mit Satellit gemessen werden.

## Eisdrift in der Arktis

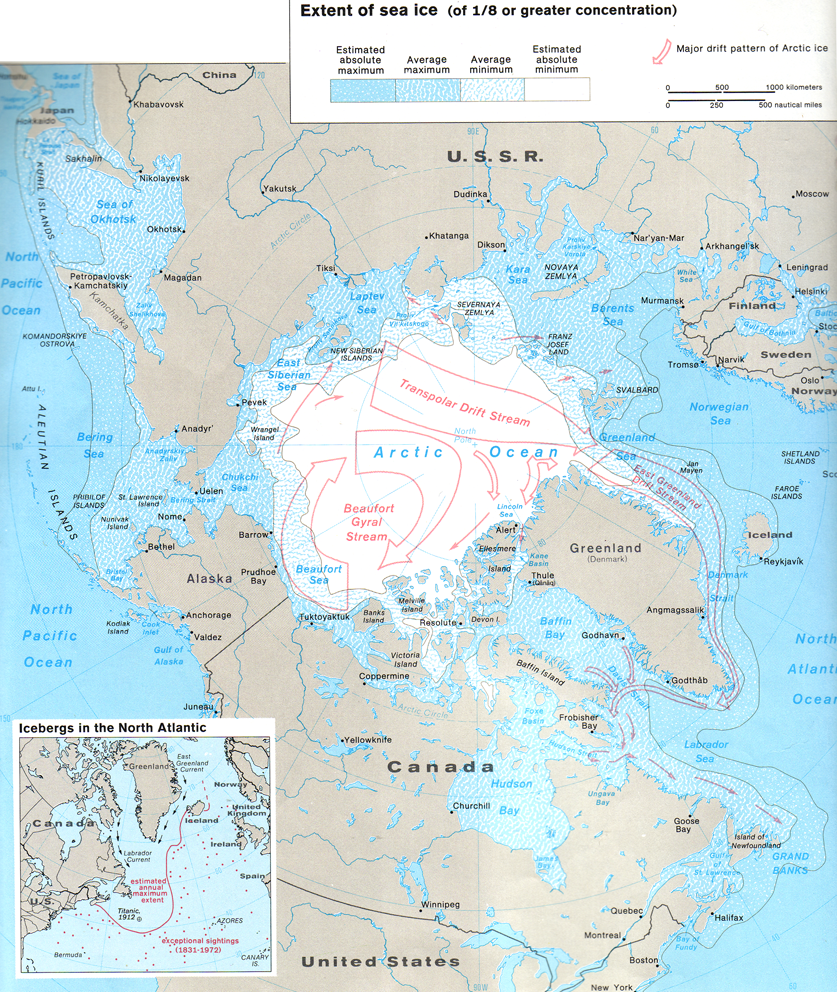
Karte der Arktis (Mitte der 70er Jahre): schematisch eingezeichnet Beaufortwirbel (Beaufort Gyral Stream) und Transpolardrift (Transpolar Drift Stream)

In der Arktis gibt es zwei Hauptströmungen der Eisdrift. Die Transpolardrift führt von Sibirien nach Grönland. Sie transportiert große Eismengen durch die Framstraße in den Grönlandstrom entlang der Ostküste Grönlands. Der Beaufortwirbel dreht sich von oben gesehen im Uhrzeigersinn vor den Nordküsten Grönlands, Kanadas und Alaskas in der Region der Beaufortsee. Die Geschwindigkeit der Eisdrift liegt bei etwa 1 % bis 2 % der Windgeschwindigkeit. In den Monatsmitteln des Zeitraums 1992–2009 reicht sie von etwa einem viertel Kilometer pro Stunde nach dem Erreichen der maximalen Meereisausdehnung im April, bis hin zu einem halben Kilometer pro Stunde nach dem Höhepunkt der Schmelzperiode im Oktober. In weiten Teilen der Arktis hat seit 1992 die Geschwindigkeit der Eisdrift zugenommen, insgesamt um etwa 20 %. Dabei ist seit dem Jahr 2000 eine deutliche Beschleunigung zu verzeichnen. Gründe hierfür sind die immer dünnere Eisdecke und in Teilen der Arktis höhere Windgeschwindigkeiten.
Der norwegische Polarforscher Fridtjof Nansen untersuchte als einer der Ersten ausführlich die Eisdrift der Nordpolarregion. Der Bericht über die verunglückte Jeanette-Expedition (1879 bis 1881) unter George W. DeLong bekräftigte Nansen in seiner 1882 aufgestellten Theorie einer Treibfahrt (Drift) im Packeis über das Polarmeer. Er entwickelte die Idee, sich mit einem packeistauglichen Schiff im Polareis einfrieren zu lassen, um so über den Nordpol bis zum Nordatlantik zu driften. In den Jahren 1893 bis 1896 bewies er seine Theorie durch die Fram-Expedition mit dem packeistauglichen Segelschiff Fram.
Nansen beobachtete auf seiner Expedition eine Abweichung der Eisdrift von der herrschenden Windrichtung. Sie regte Vagn Walfrid Ekman zur Entwicklung der Ekman-Spirale an, die die Abweichung durch die Wirkung der Corioliskraft erklärt.

## Eisdrift in der Antarktis

Meereisdrift in der Antarktis

In der Antarktis bewegt sich das küstennahe Meereis mit dem Antarktischen Küstenstrom in westliche Richtung. Im Weddell-Meer gelangt es teilweise im Weddellwirbel entlang der Antarktischen Halbinsel nach Norden in den Antarktischen Zirkumpolarstrom. Auch im Rossmeer werden durch den Rosswirbel Teile des Eises nordwärts in den Zirkumpolarstrom transportiert, der es dann in vorwiegend östliche Richtung treiben lässt. Driftgeschwindigkeiten in der Antarktis sind höher als in der Arktis. Messungen mit Bojen zwischen 1985 und 1997 haben mittlere Driftgeschwindigkeiten von 0,83 km/h im Antarktischen Küstenstrom und 0,61 km/h im Zirkumpolarstrom ergeben. Beobachtete Höchstgeschwindigkeiten reichten bis zu 3,25 km/h.
Mehrere Antarktis-Expeditionen scheiterten in der Eisdrift des Weddell-Meeres. So wurde im März 1912 Wilhelm Filchners Schiff Deutschland vom Packeis eingeschlossen und driftete neun Monate nach Norden; erst im Dezember kamen sie in Südgeorgien wieder frei. Ein weiterer Fall ist die Endurance-Expedition der Jahre 1914 bis 1917 unter Ernest Shackleton. Sein Expeditionsschiff Endurance wurde in der Nähe von Prinzregent-Luitpold-Land vom Eis eingeschlossen. Die Expeditionsteilnehmer trieben bis in die Nähe von Elephant Island an der Nordspitze der Antarktischen Halbinsel, wo sie sich auf die Insel retten konnten.